# Visual Basic
Microsoft Visual Basic — язык программирования, а также интегрированная среда разработки программного обеспечения, разрабатываемые корпорацией Microsoft. Язык Visual Basic унаследовал дух, стиль и отчасти синтаксис своего предка — языка BASIC, у которого есть немало диалектов. В то же время Visual Basic сочетает в себе процедуры и элементы объектно-ориентированных и компонентно-ориентированных языков программирования. Интегрированная среда разработки VB включает инструменты для визуального проектирования пользовательского интерфейса, редактор кода с возможностью IntelliSense и подсветкой синтаксиса, а также инструменты для отладки приложений.
Visual Basic также является хорошим средством быстрой разработки (RAD) приложений баз данных для операционных систем семейства Microsoft Windows. Множество готовых компонентов, поставляемых вместе со средой, призвано помочь программисту сразу же начать разрабатывать бизнес-логику бизнес-приложения, не отвлекая его внимание на написание кода запуска программы, подписки на события и другие механизмы, которые VB реализует автоматически.
Первое признание серьёзными разработчиками Visual Basic получил после выхода версии 3. Окончательное признание как полноценного средства программирования для Windows — при выходе версии 5. Версия VB6, входящая в состав Microsoft Visual Studio 6.0, стала по-настоящему зрелым и функционально богатым продуктом.

## История развития

Visual Basic 1.0 для MS-DOS. Дизайнер форм

Visual Basic 1.0 для MS-DOS. Редактор кода

Visual Basic 1.0 для Windows

Visual Basic 2.0/3.0

Visual Basic 6.0

| Дата выпуска  | Версия                           | Описание |
| ------------- | -------------------------------- | --- |
| Май 1991      | 1.0                              | Visual Basic 1.0 для Microsoft Windows. За основу языка был взят синтаксис QBasic, а новшеством, принесшим затем языку огромную популярность, явился принцип связи языка и графического интерфейса. Этот принцип был разработан Аланом Купером (Alan Cooper) и реализован в прототипе Tripod (также известном как Ruby) |
| Сентябрь 1992 | 1.0                              | Visual Basic 1.0 под DOS. Он не был полностью совместим с Windows-версией VB, поскольку являлся следующей версией QuickBASIC и работал в текстовом режиме экрана. Интересно отметить, что в составе была специальная утилита, которая конвертировала проекты данной версии в проекты Visual Basic 1.0 для Windows. Она делала код максимально совместимым с Windows-версией, конвертировала формы (хотя результат получался неудовлетворительным из-за различий текстового и графического режима), а также давала в коде комментарии с подсказками по дальнейшему улучшению. |
| Ноябрь 1992   | 2.0                              | Visual Basic 2.0. Среда разработки стала проще в использовании и работала быстрее. Окно «Свойства» переместилось в отдельный список. Добавлена подсветка исходного кода. |
| 1993          | 3.0                              | Вышел в свет Visual Basic 3.0 в версиях Standard и Professional. Ко всему прочему, в состав поставки добавился движок для работы с базами данных Access. |
| Август 1995   | 4.0                              | Visual Basic 4.0 — версия, которая могла создавать как 32- так и 16-разрядные Windows-приложения. Кроме того, появилась возможность писать на VB классы, а также Visual Basic наконец-то стал полноценным компилятором, что значительно увеличило скорость выполнения программ. Добавлена поддержка OLE Controls (OCX), взамен старым элементам управления VBX |
| Февраль 1997  | 5.0                              | Visual Basic 5.0 — начиная с этой версии, стало возможно, наряду с обычными приложениями, разрабатывать свои COM-компоненты. Скомпилировав такой компонент в OCX-файл и поставляя его, можно было предоставить свой объект управления не только конечному пользователю, но и другим разработчикам, после чего они могли интегрировать этот объект в свои приложения. В составе с интегрированной средой входят P-Code и Native компиляторы. Исполнением приложений занимается новая виртуальная машина реализованная в динамической библиотеке MSVBVM50.DLL. Также в 1 квартале этого года, Microsoft выпускает продукт в специальной редакции Visual Basic 5 Control Creation Edition (VB5CCE), который специализируется только над проектированием ActiveX элементов управления. |
| Середина 1998 | 6.0                              | Visual Basic 6.0 — Оптимизирована работы виртуальной машины и вынесена в MSVBVM60.dll. Улучшена работа Native-компилятора. Добавлены новые функции для работы со строками и массивами. Данная версия языка является последней в линейке классического VB. Microsoft изменила политику в отношении языков семейства Basic и вместо развития Visual Basic, был создан абсолютно новый язык Visual Basic .NET. |
| 2002          | 7.0                              | Первый выпуск Visual Basic .NET. Наиболее важная особенность заключается в том, что код полностью управляем платформой .NET Framework Common Language Runtime. Нарушена обратная совместимость с классической версией Visual Basic (которая застыла как VB6). |
| Апрель 2003   | 7.1                              | Microsoft модернизировала Visual Basic .NET, оптимизировала работу компилятора. Выпущен совместно с обновлённой версией .NET Framework 1.1. |
| 2005          | 8.0                              | Входит в состав Visual Studio 2005. Требует .NET Framework 2.0. После выхода Visual Basic .NET 2003, Microsoft убрала приставку «.NET» из названия продукта и следующая версия называется Visual Basic 2005. |
| 2008          | 9.0                              | Входит в состав Visual Studio 2008. Требует .NET Framework 3.5 |
| 2010          | 10.0                             | Входит в состав Visual Studio 2010. Требует .NET Framework 4 |
| 2012          | 11.0                             | Входит в состав Visual Studio 2012. Требует .NET Framework 4.5 |
| 2013          | 12.0                             | Входит в состав Visual Studio 2013. Требует .NET Framework 4.5.1 |
| 2015          | 14.0 (не вышел под номером 13.0) | Входит в состав Visual Studio 2015. Обновлен .NET Framework до версии 4.6 |
| 2017          | 15.0                             | Входит в состав Visual Studio 2017. |

После выхода Visual Basic версии 6.0 разработчики из Microsoft существенно изменили направление развития данной технологии. Visual Basic .NET не позволяет программировать по-старому, потому что по сути является совершенно другим языком, таким же, как и любой другой язык программирования для платформы .NET. Индивидуальность языка, так же как и его преимущества (простота, скорость создания программ, лёгкость использования готовых компонентов) при использовании в среде .NET не имеют такого значения, как раньше — всё сосредоточено на возможностях самой платформы .NET, на её библиотеках классов. На данный момент (июнь 2015) нужно говорить о Visual Basic, как о классических версиях языка 4.0 — 6.0, его диалектах: Visual Basic for Applications (VBA) и Visual Basic Scripting Edition (VBScript) и о языке для платформы .NET — Visual Basic .NET.
В марте 2020 года Microsoft заявила, что будет поддерживать Visual Basic в унифицированной платформе .NET 5.0, но больше не будет добавлять новые функции или развивать этот язык.

## Элементы языка

### Типы данных
Переменные в Visual Basic объявляются оператором Dim, после которого указывается имя, затем - ключевое слово As и тип переменной. Если тип опущен, то ключевое слово As не указывается и переменная объявляется как Variant. Если не указать конструкцию Option Explicit в разделе деклараций, то явного объявления переменных не требуется и они автоматически будут созданы при первом использовании. Данное поведение может привести к снижению скорости выполнения программы, так как необъявленные переменные будут иметь тип Variant, а также возможны логические ошибки, связанные с неверным вводом имени имеющейся переменной или риска конфликтов в приложении, когда область определения переменной не совсем ясна.
```
Dim
 
strMessage
 
As
 
String
 
'объявление переменной символьного типа 

Dim
 
iProductCount
 
As
 
Integer
 
'объявление переменной целочисленного типа 

Dim
 
dt70YearsOfVictory
 
As
 
Date
 
'объявление переменной для хранения даты и времени

Dim
 
otherValue
 
' тип не указан, переменная типа Variant

Public
 
Sub
 
Main
()

    
strMessage
 
=
 
"Привет, Мир!"
 

    
iProductCount
 
=
 
125
 

    
dt70YearsOfVictory
  
=
 
#
5
/
9
/
2015
 
2
:
00
:
00
 
PM#
 
' дата 9 мая 2015 14:00:00

    
otherValue
 
=
 
12.5
 
' тип переменной Variant, подтип Double.

    
otherValue
 
=
 
"Википедия"
 
' тип переменной Variant, подтип String.

End
 
Sub

```

Таблица основных типов Visual Basic 6.0
| Наименование | Размер типа                        | Описание типа данных |
| ------------ | ---------------------------------- | --- |
| Byte         | 1 байт                             | Байт. Предназначен для хранения целых чисел от 0 до 255. Если переменной такого типа присвоить значение, выходящее за эти пределы, то Visual Basic сгенерирует ошибку времени выполнения. |
| Integer      | 2 байта                            | Целое. Предназначен для хранения целых чисел в диапазоне −32 768 до 32 767. Суффикс для обозначения типа «%». |
| Long         | 4 байта                            | Длинное целое. Предназначен для хранения целых чисел в диапазоне −2 147 483 648 до 2 147 483 647. Суффикс для обозначения типа «&». |
| Single       | 4 байта                            | С плавающей точкой одинарной точности. Диапазон от -3,402823E38 до -1,401298E−45 для отрицательных значений; от 1,401298E−45 до 3,402823E38 для положительных значений. Суффикс для обозначения типа «!» |
| Double       | 8 байт                             | С плавающей точкой двойной точности. Переменные этого типа позволяют хранить числа с точностью до 16 цифр и длиной до 300 символов. Диапазон значений варьируется от −1.80E+308 до 1.80E+308. Суффиксом является «#». Вычисления с ним являются приблизительными, так как используется бинарное представление числа согласно стандарта IEEE 754. |
| Decimal      | 16 байт                            | Масштабируемое целое. Этот тип использует десятичное представление чисел. Вычисления с ним, также как с типом Currency являются точными. Диапазон значений от −7.92E+28 до 7.92E+28. Нельзя напрямую объявить переменную с типом Decimal. Он может использоваться только как подтип для Variant и переменную можно привести к данному типу с помощью функции кастования CDec. |
| Boolean      | 2 байта                            | Булев тип данных может хранить только два значения: True либо False, истина или ложь. Истинное значение в VB соответствует целочисленной −1, а ложь равна 0, а при неявном приведении типа, любое численное значение отличное от нуля рассматривается как истина. Такое поведение позволяет использовать логические операторы AND, OR, NOT, XOR не только для булевой алгебры, но также и для битовых операций.                                                                   |
| String       | 10 + 2*N байт                      | Строка переменной длины. Предназначен для хранения строковой (символьной) информации. Сама строка хранится в кодировке Unicode, поэтому каждый символ кодируется 2 байтами. Если посмотреть тип изнутри, то используется дополнительно 4 байта для хранения указателя на строку, 4 байта для размера строки, а сама строка завершается нуль-символами (ещё 2 байта). Таким образом максимальный размер строки может достигать до 2 Гбайт. Суффикс типа «$».                       |
| String*N     | 2*N байт                           | Строка постоянной длины. Также как и тип String хранит символьные данные, за исключением того, что размер данных фиксированный и указывается при объявлении переменной. Если значение строки слишком большое, то она усекается до необходимого размера. Если строка меньше чем требуется, то происходит выравнивание размера добавлением символа «пробела». Следует заметить, что фиксированные строки и массивы, а также структуры не могут быть больше 64 кб.                   |
| Date         | 8 байт                             | Тип данных позволяет хранить значения времени и даты в промежутке от полуночи 1 января 100 года до полуночи 31 декабря 9999 года. Если переменной присвается только значение даты, то время равняется 00:00. Целочисленная единица представляет собой одни сутки. Это позволяет добавлять и вычитать даты используя только математические операторы, но для выполнения этих целей VB предоставляет специализированные функции работы с датами.                                    |
| Object       | 4 байта                            | Используется для хранения ссылки на объект. Присваивание переменной для этого типа происходит с помощью оператора Set. Сам тип является аналогом IDispatch, в нем хранится ссылка на интерфейс IDispatch. Для любого объекта нужно использовать IUnknown. |
| Currency     | 8 байт                             | Денежный. Данный тип может иметь до 4 цифр после запятой, и до 14 — перед ней. Значение представляют собой числа в десятичной системе счисления, а не в двоичной, как это происходит для типов с плавающей запятой одинарной и двойной точности. Таким образом вычисления будут произведены точно. Диапазон значений от −922 337 203 685 477,6000 до 922 337 203 685 477,6000. Данный тип является предпочтительным для проведения финансовых расчетов. Суффикс «@»               |
| Variant      | 16 байт / 22 байта+N байт / N-байт | Переменная типа Variant может содержать данные любого типа, включая ссылки на объекты, пользовательские типы и массивы. Visual Basic автоматически производит необходимые преобразования данных. Подтип содержащий число требует 16 байт памяти, а для хранения строковых данных 22 байта + длина самой строки. Диапазон значений равен диапазону значений подтипа. Данный тип самый медленный по скорости выполнения, так как требуется время на распаковку и упаковку значений. |

### Операторы
Язык Visual Basic содержит множество операторов, которые отвечают за арифметические операции, операции сравнения и присвоения, а также конкатенации.
Оператор присвоения
- Знак равенства (=) используется для присвоения значения переменной. Также возможно использование ключевого слова Let перед именем переменной. В ранних версиях языка BASIC его наличие было обязательным, но в Visual Basic он оставлен для совместимости. Для присвоения переменной объектного типа, необходимо наличие ключевого слова Set. Примеры: nVar = 10, Let iCount = 20, Set refDouble = objClass.

Многократное присваивание, так как это реализовано в языке C, невозможно. A = B = C не означает, что A, B и C будут иметь равные значения. VB оценит выражение B = C и в переменную A присвоит результат True или False, 0 или −1, в зависимости от типа.
Арифметические операторы
- сложение (+), вычитание (-), умножение (*), деление (/)
- возведение в степень (^). Пример: 2 ^ 3 = 8
- целочисленное деление (\). Делит первое число на второе, отбрасывая (не округляя) дробную часть. Пример: 5 \ 2 = 2
- деление по модулю (Mod). Делит первое число на второе, возвращая только остаток от деления. Пример: 5 Mod 2 = 1

Операторы сравнения
- равенство (=). Пример: If nVar = 10 Then
- больше, чем и меньше, чем (> и <). Пример: If nVar > 10 Then
- больше или равно и меньше или равно (>= и <=). Пример: If nVar >= 10 Then
- не равно (<>). Пример: If nVar <> 10 Then
- сравнение объектов (Is). Определяет, ссылаются объектные переменные на тот же объект или на разные. Пример: If obj1 Is obj2 Then
- оператор подобия (Like). Сравнивает строковый объект с шаблоном и определяет, подходит ли шаблон. Пример: If strEmail Like "*@*.*" Then

Логические операторы 
- логическое И (And) — Обе части выражения должны быть истинными, чтобы всё выражение стало истинным. Пример: If (2 * 2 = 4) And (2 * 3 = 6) Then
- логическое ИЛИ (Or) — должно быть истинным хотя бы одно из выражений. Пример: If (2 * 2 = 5) Or (2 * 2 = 4) Then
- логическое отрицание (Not) — возвращает True, если условие ложно и наоборот. Пример: If Not(2 * 2 = 5) Then
- логическое исключение (Xor) — в выражении E1 Xor E2 возвращает True, если только E1 = True или только E2 = True, иначе — False.
- эквивалентность (Eqv) — оценивает эквивалентность двух выражений, возвращает True, если они имеют одинаковое значение.
- импликация (Imp) — возвращает False, если E1 = True и E2 = False, иначе — True.

Операторы конкатенации
- Оператор (+) используется для конкатенации строк. Если обе части выражения имеют символьный тип, то операция склеивания строк будет успешной. Если одна из частей выражения, имеет числовой тип, но другая часть не может быть корректно преобразована к числу, то возникает ошибка приведения типов. Чтобы не допустить таких ситуаций, рекомендуется использовать соответствующие операторы для конвертации типов или применять оператор (&) для соединения строк.
- Оператор (&) производит автоматическое преобразование выражений и значений в строковой тип. Например, выражение str = "10" & 20 даёт результат «1020», а не «30». Если бы использовали оператор (+) в данном выражении, то VB привел бы выражение «10» к числовому типу 10, и в случае успеха, произвёл бы арифметическое сложение.

### Управляющие конструкции
В Visual Basic, как и во многих языках программирования, существуют конструкции, предназначенные для управления порядком выполнения действий. Некоторые из конструкций, такие как GoSub и Return, оставлены для совместимости с ранними версиями языка BASIC, но реализация в виде отдельных процедур может обеспечить более структурированный код.

#### Оператор ветвления
Общий синтаксис:
```
'Запись оператора ветвления в одну строку

If
 
<
условие
>
 
Then
 
[
действие_когда_условие_истинно
]

'Такая запись позволит выполнить действия в зависимости от истинности условия

If
 
<
условие
>
 
Then
 
[
действие_когда_условие_истинно
]
 
Else
 
[
действие_когда_условие_ложно
]

'Запись оператора ветвления в несколько строк

If
 
<
условие
>
 
Then

    
[
действие_когда_условие_истинно
]

ElseIf
 
<
условие2
>
 
Then

    
[
действие_когда_условие2_истинно
]

ElseIf
 
<
условиеN
>
 
Then

    
[
действие_когда_условиеN_истинно
]

Else

    
[
действие_когда_условие_ложно
]

End
 
If

```

#### Оператор выбора
Общий синтаксис:
```
Select
 
Case
 
<
проверяемое_значение
>
 
'Переменная или выражение, которое требуется проверить по одному или нескольким условиям

    
Case
 
<
значение_1
>
              
'Выполняется действие, если проверяемое значение будет соответствовать значению 1

        
[
действие_1
]

    
Case
 
<
значение_2
>
,
 
<
значение_3
>
,
 
<
значение_3
>
 
'Проверяет список значений. Если найдено соответствие, то выполняется действие

        
[
действие_2
]

    
Case
 
<
значение_5
>
 
To
 
<
значение_6
>
       
'Проверяет диапазон значений

        
[
действие_3
]

    
Case
 
Is
 
>=
 
<
значение_7
>
                 
'Проверяет значение на истинность с условием

        
[
действие_4
]

    
Case
 
Else
                               
'Выполняется действие, если ни одно из условий не выполнится

        
[
действие_5
]

End
 
Select

```

Пример: вывод различных сообщений в зависимости от значения переменной
```
'Введём переменную и дадим ей значение вручную 

Dim
 
X
 
As
 
Double
  

X
 
=
 
InputBox
(
"Введите числовое значение переменной Х"
)
  

  

Select
 
Case
 
X
 
'Проверим, подходит ли некоторой воображаемой функции наше значение  

    
Case
 
Is
 
<
 
5
,
 
Is
 
>=
 
20
,
 
12
 
To
 
15
 
'Диапазон подходящих значений  

        
MsgBox
 
"Действительное значение для некоторой функции"
  

    
Case
 
Else
 
'Не подходящие значения  

        
MsgBox
 
"Значение не может быть использовано в некоторой функции"
  

End
 
Select

```

#### Цикл со счётчиком
Общий синтаксис:
```
For
 
<
переменная
>
 
=
 
<
значение
>
 
To
 
<
конечное_значение
>
 
[
Step
 
<
шаговое_значение
>]

    
[
блок_операторов
]

    
[
Exit
 
For
]
 
'Выход из цикла

Next
 
[
переменная
]

```

Пример: подсчёт суммы чётных чисел от 1 до 100
```
For
 
I
 
=
 
0
 
To
 
100
 
Step
 
2

    
Sum
 
=
 
Sum
 
+
 
I

Next

```

#### Совместный цикл
Общий синтаксис:
```
For
 
Each
 
<
переменная
>
 
In
 
<
коллекция
>

    
[
блок_операторов
]

    
[
Exit
 
For
]
 
'Принудительный выход из цикла

Next
 
[
переменная
]

```

Пример: выводит на экран каждый элемент из массива
```
Dim
 
strItem
 
As
 
Variant

For
 
Each
 
strItem
 
In
 
Array
(
"Яблоко"
,
 
"Груша"
,
 
"Слива"
)

    
Print
 
strItem

Next

```

#### Цикл с условием
Общий синтаксис:
```
Do
 
While
 
<
условие
>
 
'Цикл выполняется, когда условие истинно

    
[
блок_операторов
]

    
[
Exit
 
Do
]
 
'Принудительный выход из цикла

Loop

Do
 
Until
 
<
условие
>
 
'Цикл выполняется, когда условие ложно

    
[
блок_операторов
]

    
[
Exit
 
Do
]

Loop

While
 
<
условие
>
 
'Цикл выполняется, когда условие истинно

    
[
блок_операторов
]

Wend

```

Пример: Построчное чтение текстового файла
```
Open
 
"file.txt"
 
For
 
Input
 
As
 
#
1

    
Do
 
While
 
Not
 
EOF
(
1
)
          
'Возвратит True, если ожидается конец файла

        
Line
 
Input
 
#
1
,
 
strBuffer
 
'Чтение строки в переменную

        
Debug
.
Print
 
strBuffer
    
'Вывод в окно отладки

    
Loop

Close
 
#
1

```

#### Цикл с постусловием
Общий синтаксис:
```
Do

    
[
блок_операторов
]

    
[
Exit
 
Do
]

Loop
 
While
 
<
условие
>

Do

    
[
блок
 
операторов
]

    
[
Exit
 
Do
]

Loop
 
Until
 
<
условие
>

```

### Процедуры и функции
Подпрограммы являются одними из основных элементов языка. Они представляют собой процедуры и функции.
- Процедура начинается с оператора Sub и заканчивается End Sub, между которыми и помещается код. Процедуры могут вызываться или самим Visual Basic, например, реализованные в виде обработчиков событий, или другими процедурами и функциями. Имя процедуры обработки события состоит из имени объекта, знака подчёркивания и имени события:

```
Private
 
Sub
 
Command1_Click
()
 
'Событие будет вызвано при нажатии на элемент управления "Кнопка"

    
...

End
 
Sub

Private
 
Sub
 
Form_MouseMove
(
Button
 
As
 
Integer
,
 
Shift
 
As
 
Integer
,
 
X
 
As
 
Single
,
 
Y
 
As
 
Single
)
 
'Вызывается при перемещении указателя мыши в окне формы

    
...

End
 
Sub

```

На самом деле Visual Basic реализует цикл обработки оконных сообщений Windows. В примере с формой, цикл отфильтрует сообщение WM_MOUSEMOVE и автоматически вызовет процедуру Form_MouseMove с параметрами: какие кнопки мыши были нажаты, координаты указателя. Данный механизм скрывает от разработчика некоторые аспекты программирования в среде Windows, позволяя ему сразу приступить к написанию коммерческого кода. В большинстве случаев, класс решаемых задач не потребует от программиста знаний о сообщениях и оконных функциях. Но Visual Basic не ограничивает программиста самому реализовать обработку оконных сообщений. Это позволяет очень гибко подходить к построению приложений, но и потребует достаточного опыта для написания подобного кода, который может вызвать нестабильную работу программы вплоть до аварийного завершения.
- Функции в VB начинаются с ключевого слова Function и заканчиваются End Function. Возвращаемое значение функции присваивается переменной, совпадающее с названием функции. Для того, чтобы досрочно прервать выполнение процедуры или функции, существуют специальные операторы Exit Sub и Exit Function. Visual Basic 6.0 содержит встроенные функции для работы с файловой системой, датой и временем, математические функции, функции взаимодействия с системой, функции для работы со строками, функции приведения типов и функции осуществляющие финансовые расчёты. Также существуют недокументированные функции, которые позволяют работать, например, с указателями.

Пример функции для решения квадратного уравнения:
```
Private
 
Sub
 
Main
()

    
Dim
 
RetX1
 
As
 
Double
,
 
RetX2
 
As
 
Double

    
Dim
 
strStatus
 
As
 
String

    

    
strStatus
 
=
 
SolveQuadraticEquation
(
4
,
 
6
,
 
2
,
 
RetX1
,
 
RetX2
)
 
'Решение уравнения 4*X^2 + 6*X - 2 = 0

    

    
'Выводим ответ

    
MsgBox
 
"Решение: "
 
&
 
strStatus
 
&
 
vbCrLf
 
&
 
_

           
"X1 = "
 
&
 
RetX1
 
&
 
vbCrLf
 
&
 
_

           
"X2 = "
 
&
 
RetX2
,
 
vbInformation

End
 
Sub

'Функция решения квадратного уравнения

Public
 
Function
 
SolveQuadraticEquation
(
ByVal
 
A
 
As
 
Double
,
 
_

                                       
ByVal
 
B
 
As
 
Double
,
 
_

                                       
ByVal
 
C
 
As
 
Double
,
 
_

                                       
ByRef
 
X1
 
As
 
Double
,
 
_

                                       
ByRef
 
X2
 
As
 
Double
)
 
As
 
String

    
Dim
 
D
 
As
 
Double

    
D
 
=
 
(
B
 
*
 
B
)
 
-
 
(
4
 
*
 
A
 
*
 
C
)
 
'Получаем значение дискриминанта

    

    
If
 
D
 
>=
 
0
 
Then

        
X1
 
=
 
(
-
B
 
-
 
Sqr
(
D
))
 
/
 
(
2
 
*
 
A
)
 
'Вычисляем корни уравнения

        
X2
 
=
 
(
-
B
 
+
 
Sqr
(
D
))
 
/
 
(
2
 
*
 
A
)

        
SolveQuadraticEquation
 
=
 
"Решение получено"
 
'Функция возвращает сообщение о решении

    
Else

        
SolveQuadraticEquation
 
=
 
"Дискриминант < 0. Корней нет"

    
End
 
If

End
 
Function

```

В этом примере можно заметить модификатор ByVal перед аргументами A, B и C. Это способствует тому, что параметры в функцию будут переданы по значению. Модификатор ByRef, напротив, передаёт значение по ссылке. Для такого типа модификатора, функция может модифицировать значения переменных, переданных в качестве параметров. Visual Basic по-умолчанию всегда передаёт значения по значению ByVal, если ни один из модификаторов не был указан.

### Модули и классы
Программный код в Visual Basic хранится в модулях. Существуют всего три вида модулей: модуль формы (Form), стандартный модуль (Module) и модуль класса (Class Module).
- Модуль формы (расширение файла *.frm) является основой большинства приложений Visual Basic. Модуль формы содержит процедуры обработки события, общие процедуры и объявленные на уровне формы: переменные, константы, типы и внешние процедуры. Если открыть модуль формы в текстовом редакторе, можно увидеть описания формы и её элементов управления, включая их свойства. Код, размещённый в модуле формы, может ссылаться на другие формы или объекты приложения.

- Стандартный модуль (расширение файла *.bas) является контейнером для процедур, функций и объявлений, к которым обычно получают доступ другие модули приложения. Они могут содержать глобальную переменную (доступную всему приложению) или описанные на уровне модуля: переменные, константы, типы, внешние и глобальные процедуры. Код, размещённый в стандартном модуле, может быть не связан с определенным приложением; если не использовать ссылки на модуль формы или имена элементов управления, стандартный модуль может быть использован в других приложениях.

- Модуль класса (расширение файла *.cls) является основой объектно-ориентированного программирования в Visual Basic. Модуль класса используется для создания новых объектов. Эти объекты могут иметь собственные свойства, методы и события. Фактически, форма — просто модуль класса, который может содержать элементы управления, помещенные в него, и выводить их на экран. Классы могут содержать специальные процедуры Class_Initialize и Class_Terminate, которые фактически являются конструктором и деструктором.

### Объектно-ориентированное программирование
Простое взаимодействие между объектами является одним из базовых составляющих парадигмы Visual Basic. Сам объект называют экземпляром класса. Объектная модель VB предоставляет различные классы для работы с формами, элементами управления, буфером обмена, коллекциями, экраном и т. д. Для взаимодействия с другими объектами класс предоставляет разработчику интерфейс, состоящий из свойств, методов и событий.
Создание нового объекта из класса возможно ранним или поздним связыванием. Для раннего связывания используется ключевое слово New перед именем класса. Для позднего связывания используется функция CreateObject, возвращающая ссылку на созданный объект. Присваивание ссылок осуществляется в переменные с типом Object, используя оператор Set. Доступ к методам и свойствам класса происходит через оператор точку ., который ставится сразу после имени переменной объектного типа. Если класс содержит события, то переменные объявляются с ключевым словом WithEvents, тем самым будут доступны процедуры обработки событий.
Пример показывает взаимодействие программы с библиотекой Microsoft Scripting Runtime, предоставляющей объекты для работы с файловой системой:
```
Public
 
Sub
 
Main
()

    
Dim
 
objFSO
 
As
 
New
 
FileSystemObject
 
'Создаём экземпляр класса, используя оператор New

    
Dim
 
objWindows
 
As
 
Folder

    

    
Set
 
objWindows
 
=
 
objFSO
.
GetFolder
(
Environ
(
"SYSTEMROOT"
))
 
'Вызываем метод класса GetFolder и присваиваем ссылку на полученный объект

    

    
MsgBox
 
"Папка Windows: "
 
&
 
objWindows
.
Path
 
'Читаем свойства класса

    
MsgBox
 
"Дата создания: "
 
&
 
Format
(
objWindows
.
DateCreated
,
 
"YYYY-MM-DD H:mm:ss"
)

    

    
Dim
 
sTextFilePath
 
As
 
String

    
Dim
 
objTS
 
As
 
TextStream

    

    
sTextFilePath
 
=
 
objFSO
.
BuildPath
(
Environ
(
"TEMP"
),
 
"Тестовый файл.txt"
)
 
'Метод с двумя параметрам возвращает значение типа String

    

    
Set
 
objTS
 
=
 
objFSO
.
CreateTextFile
(
sTextFilePath
,
 
True
)

    
objTS
.
Write
 
"Привет, Википедия!"

    
objTS
.
Close

        

    
objFSO
.
DeleteFile
 
sTextFilePath
,
 
True

    

    
Set
 
objFSO
 
=
 
Nothing
     
'Присваивая Nothing, происходит освобождение ссылки, и объект может вызвать процедуру деструктора

    
Set
 
objWindows
 
=
 
Nothing
 
'VB автоматически вызывает деструктор, если на объект больше не ссылаются

    
Set
 
objTS
 
=
 
Nothing

End
 
Sub

```

Visual Basic позволяет разработчику самому создавать новые классы. В отличие от других языков программирования, таких как Java и C++, Visual Basic имеет неполную поддержку ООП.
Как известно, абстрактный класс необходим, чтобы предоставить шаблон для интерфейса другим классам. В Visual Basic классы имеющие члены класса, но не содержащие реализацию, можно использовать в качестве абстрактных классов, но фактически они ими не являются. Из классов Visual Basic всегда можно создать объекты, даже если они не содержат кода
Принцип инкапсуляции действует в Visual Basic. Чтобы разграничить доступ к членам класса, служат модификаторы Public, Private и Friend, используемые при описании процедур, функций, констант, переменных и пользовательских типов.
Наследование реализации не поддерживается. Visual Basic обеспечивает только поддержку наследования интерфейса через оператор Implements. При наследовании интерфейса любой класс может действовать как базовый класс интерфейса. Вообще любой класс, может выступать как базовый класс интерфейса.
Полиморфизм обеспечивается только через интерфейсы, так как наследование VB не поддерживает. Реализация полиморфизма показана на примере классов Автомобиль и Самолёт реализующие интерфейс класса Транспорт.
```
'Класс ITransport.cls

Public
 
Function
 
GetMaxSpeed
()
 
As
 
Long

End
 
Function

```

```
'Класс CAuto.cls

Implements
 
ITransport
 
'Наследуем интерфейс

Private
 
Function
 
ITransport_GetMaxSpeed
()
 
As
 
Long
 
'Реализация метода

    
ITransport_GetMaxSpeed
 
=
 
240

End
 
Function

```

```
'Класс CFly.cls

Implements
 
ITransport

Private
 
Function
 
ITransport_GetMaxSpeed
()
 
As
 
Long

    
ITransport_GetMaxSpeed
 
=
 
700

End
 
Function

```

```
'Стандартный модуль Program.bas

Option
 
Explicit

Public
 
Sub
 
Main
()

    
Dim
 
T
 
As
 
ITransport
 
'Объявляем переменную с типом ITransport

    

    
Set
 
T
 
=
 
New
 
cAuto

    
WhatTransportSpeed
 
T
 
'Передаем ссылку в процедуру, которая вызовет нужный метод класса, в зависимости от реализации

    

    
Set
 
T
 
=
 
New
 
cFly

    
WhatTransportSpeed
 
T

End
 
Sub

'Функция имеет аргумент, который принимает ссылку на объект, реализующий интерфейс ITransport

Public
 
Sub
 
WhatTransportSpeed
(
Transport
 
As
 
ITransport
)

    
MsgBox
 
"Максимальная скорость: "
 
&
 
Transport
.
GetMaxSpeed
()

End
 
Sub

```

## Редактор кода
Редактор кода представляет собой текстовый редактор с дополнительными функциями для простого и быстрого ввода исходного кода:
- Подсветка синтаксиса исходного кода.
- Горизонтальное разделение окна на 2 панели.
- Показ всего исходного кода или конкретной процедуры.
- Перечислений объектов используемых в программе со списком событий, которые разработчик может обработать.
- Автоизменение регистра букв. Первая буква ключевых слов указываются в верхнем регистре, регистр имён переменных автоматически изменяется, чтобы соответствовать регистру, которое было задано при их объявленени.
- Автодополнение названий функций, процедур, переменных используя IntelliSense.
- Проверка кода на наличие синтаксических ошибок.
- Умная табуляция блоков

## Отладка

Visual Basic 6.0 в режиме отладки

Интегрированная среда разработки предоставляет программисту богатые возможности для отладки программ. Одно из преимуществ Visual Basic, заключается в возможности изменять в значительной мере исходный код программы без её полной перекомпиляции и перезапуска. Во время отладки процедур, разработчику предоставляется возможность перемещать маркер, указывающий на текущую выполняемую инструкцию, как вперёд — пропуская часть кода, так и назад — заставляя VB заново исполнять уже отработанные инструкции.
Кроме всего прочего, среда предоставляет инструменты для отладки, такие как окно немедленного выполнения (Immediate Window), окно локальных переменных (Locals Window), окно наблюдения (Watch Window), окно просмотра стека вызовов процедур (Call Stack). Такие продвинутые средства позволяют программисту проводить глубокий анализ исследуемого алгоритма в отлаживаемом приложении.
Visual Basic переходит в режим отладки при выполнении одного из условий:
- При выполнении инструкции Stop
- При выполнении инструкции, на которую установлена точка останова (брейкпоинт)
- При возникновении ошибки, для которой не найден подходящий обработчик ошибок
- При нажатии горячих клавиш Ctrl + Break
- удобное программирование

## Компиляция
В комплекте с интегрированной средой разработки идёт компилятор в P-Code (P-код), нативный Back-End x86-совместимый компилятор и связной (линковщик). Наличие двух компиляторов позволяет отнести Visual Basic как компилируемому, так и интерпретируемому языку. Вне зависимости от того, какой из компиляторов будет выбран, приложения требуют для своего запуска виртуальную машину времени выполнения Visual Basic, которая представляет собой библиотеку MSVBVMXX.DLL, где XX — версия языка
- P-код позволяет выполняться приложению на аппаратно-независимой виртуальной машине, которая в реальном времени будет транслировать псевдо-код программы в машинный код процессора. Теоретически, такой подход позволяет осуществить переносимость приложений на новые аппаратные платформы не требуя доработки исходного кода самих программ. Одно из главных преимуществ, связанное с компиляцией в P-Code, является «горячее» изменение исходного кода в режиме отладки. Visual Basic, находясь в режиме отладки, всегда компилирует программу в P-код, далее выполнение может быть приостановлено, программистом вносятся значительные изменения в исходный код, а затем продолжается выполнение: полная перекомпиляция и перезапуск приложения при этом не требуется. Компилятор создаёт исполняемый файл в формате PE, но вместо инструкций для реального процессора, содержится код инициализирующий виртуальную машину и байт-код приложения. Главным недостатком компиляции в P-код является низкая скорость выполнения программ, так как большая часть времени тратится на трансляцию программы в машинный код.

- Native-компиляция стала возможна с выходом Visual Basic 5.0. Данный компилятор позволяет создавать высокопроизводительный код по сравнению с приложениями, которые были собраны в P-код. В машинный код компилируются большинство инструкций: арифметические операции, управляющие конструкции, но такие действия, как вызов встроенных функций языка, работа со строками, обработка ошибок будут выполняться библиотекой времени выполнения Visual Basic. Таким образом, несмотря на компиляцию в машинный код, приложение для своего выполнения будет требовать виртуальную машину Visual Basic. Также частый вызов функций из библиотеки времени выполнения приводит к ухудшению скорости выполнения приложения. Но несмотря на все недостатки, Native-компилятор обеспечивает приемлемую скорость выполнения кода. Компилятор содержит несколько параметров оптимизации. На вкладке компиляции проекта можно отключить некоторые проверочные операции: выход за пределы массива, целочисленное переполнение и др. Правильная настройка этих параметров позволяет разработчику получить дополнительный прирост производительности в разрабатываемом приложении.

## Развёртывание
Совместно с Microsoft Visual Basic 6.0 поставляется Package & Deployment Wizard, предназначенный для создания установочных пакетов на основе проекта Visual Basic. В сравнении со своим хорошо известным предшественником — Setup Wizard, P&D Wizard предоставляет новую функциональность, но, к сожалению, новый инструмент содержит некоторые ошибки. Одной из проблем данного приложения является ошибка преобразования даты, если локаль установленная в операционной системе пользователя будет отличной от американской. Существуют сторонние приложения, которые предоставляют более продвинутые средства для управления установочными пакетами.
Также возможен вариант установки VB-приложений простым копированием, который сводится к выполнению нескольких шагов:
- Если в системном каталоге операционной системы отсутствует файл времени выполнения приложений Visual Basic (MSVBVM60.DLL), то необходимо предварительно его скопировать туда.
- Если приложение содержит нестандартные элементы управления, такие как ActiveX Controls, то предварительно необходимо их скопировать в системный каталог и произвести регистрацию в системном реестре Microsoft Windows. Регистрацию компонент можно автоматизировать, например, выполнить команду regsvr32.exe и передать полный путь к файлу или программным способом, непосредственно вызвав метод DllRegisterServer, который реализует COM-совместимая компонента.
- Создать программную папку, скопировать исполняемый файл, при необходимости создать ярлык приложения на рабочем столе пользователя.

## Дополнительные возможности

### ActiveX (Элементы управления OCX)
Начиная с версии VB 5.0 разработчику предоставляется возможность не только использовать готовые компоненты ActiveX, но и создавать свои. VB берёт на себя всю работу по созданию вспомогательного кода, который предназначен для регистрации информации о компоненте в системном реестре, реализации интерфейса IDispatch, создания уникальных GUID, используемых в качестве идентификаторов для классов (CLSID), интерфейсов (IID) и библиотек типов (LIBID). Благодаря такому подходу от программиста потребуется только создать классы с необходимым функционалом.
Создание новых GUID класса и интерфейса зависит от установленного параметра совместимости на вкладке свойств проекта. Он может принимать одно из трех состояний:
- Без совместимости — Visual Basic создает новые идентификаторы интерфейса и класса каждый раз при построении или компиляции проекта. Каждое построение компоненты может использоваться только с приложениями, созданными для работы с конкретной версией этой компоненты, то есть если имя класса и проекта не будет изменено во время компиляции, то сгенерируются новые идентификаторы и они перепишут информацию в реестре, таким образом приложения, ссылающиеся на старые идентификаторы, не смогут запуститься.
- Совместимость на уровне проекта — параметр предназначен для поддержания совместимости во время тестирования, чтобы после создании компоненты было поведение такое же, словно установлен параметр без совместимости.
- Двоичная совместимость — при компиляции проекта Visual Basic создает новые идентификаторы при необходимости. Сохраняются идентификаторы класса и интерфейса из предыдущих версий компоненты. Изменение реализации метода не меняет идентификаторы. Также добавление нового класса и методов не изменяет существующей интерфейс. Таким образом старые приложения могут использовать старый интерфейс компоненты, а новые приложения могут ссылаться на новую версию интерфейса. Если изменяется метод или удаляется из интерфейса, то VB предупредит о несоответствии с интерфейсом компоненты и рекомендует произвести перекомпиляцию приложений.[8]

После завершения компиляции на выходе будет двоичный файл библиотеки по спецификации COM. Данный компонент реализует как минимум 2 интерфейса: IUnknown и IDispatch. Библиотека типов (TLB) будет интегрированна внутри ресурсов исполняемого файла. Также дополнительно создаются файлы с полезной информацией, такие как EXP и LIB.

### Windows API(Прикладной интерфейс программирования)
Visual Basic предоставляет языковые средства для декларации и вызова функции из библиотек динамической компоновки (DLL). Данный механизм позволяет расширять приложения, за счёт использования дополнительных библиотек предоставляемых другими разработчиками, в том числе написанные на различных языках программирования. Один из таких наборов библиотек предоставляется операционной системой Microsoft Windows.
Общий синтаксис декларации функции и процедуры выглядит следующим образом:
```
[
Public
|
Private
]
 
Declare
 
Sub
 
<
имя_процедуры
>
 
lib
 
"имя_динамической_библиотеки"
 
[
Alias
 
"псевдоним"
]
 
[
(
параметры
)
]

[
Public
|
Private
]
 
Declare
 
Function
 
<
имя_функции
>
 
lib
 
"имя_динамической_библиотеки"
 
[
Alias
 
"псевдоним"
]
 
[
(
параметры
)
]
 
[
As
 
тип_возврата
]

```

Псевдонимы необходимо задавать в ряде случаев: использование в названии функции зарезервированных идентификаторов Visual Basic, название содержат недопустимые символы или не могут быть правильно интерпретированы средой. Вызываемые функции должны поддерживать соглашение о вызове StdCall.
При передаче параметра с типом String в функцию WINAPI, VB осуществляет автоматическую конвертацию кодировки из Unicode в ANSI, после выполнения функции, происходит обратная конвертация из ANSI в Unicode. Чтобы исключить автоматическую конвертацию строк, аргументы функции необходимо задекларировать с типом Long, и передавать указатель на строку, используя функцию StrPtr, таким образом можно оптимизировать производительность приложения выполняющее множественные вызовы функций.
Пример вызова Windows API для получение полного пути к каталогу Windows и вывода сообщения на экран:
```
Private
 
Declare
 
Function
 
GetWindowsDirectory
 
Lib
 
"kernel32.dll"
 
Alias
 
"GetWindowsDirectoryA"
 
(
ByVal
 
buffer
 
As
 
String
,
 
ByVal
 
nSize
 
As
 
Long
)
 
As
 
Long

Private
 
Declare
 
Function
 
MessageBox
 
Lib
 
"user32.dll"
 
Alias
 
"MessageBoxA"
 
(
ByVal
 
hWnd
 
As
 
Long
,
 
ByVal
 
lpText
 
As
 
String
,
 
ByVal
 
lpCaption
 
As
 
String
,
 
ByVal
 
wType
 
As
 
Long
)
 
As
 
Long

Private
 
Const
 
MB_ICONASTERISK
 
As
 
Long
 
=
 
64

Public
 
Sub
 
Main
()

    
Dim
 
buffer
 
As
 
String
 
'Переменная в которую будет получен результат функции.

    
Dim
 
retLen
 
As
 
Long

 

    
buffer
 
=
 
String
(
256
,
 
vbNullChar
)

    
lens
 
=
 
GetWindowsDirectory
(
buffer
,
 
Len
(
buffer
))
 
'Вызов функции

    
buffer
 
=
 
Left
(
buffer
,
 
lens
)

 

    
MessageBox
 
0
&
,
 
"ОС установлена в каталог: "
 
&
 
buffer
,
 
"Информация"
,
 
MB_ICONASTERISK
 
'Вызов функции

End
 
Sub

```

Следует учесть, что вызов функций WINAPI связан с определенными внутренними соглашениями, а именно, каким образом функция будет возвращать результат, какие структуры необходимо ей передать, количество аргументов и их типы, что будет содержаться в возвращаемом значении. Разработчики используют техническую документацию, предоставляемую вместе с библиотеками, с которыми они работают, чтобы правильно задекларировать функции и структуры.

## Достоинства и недостатки

### Достоинства
- Высокая скорость создания приложений с графическим интерфейсом для Microsoft Windows.
- Простой синтаксис языка обеспечивает низкий порог вхождения.
- Возможность компиляции как в машинный код, так и в P-код (по выбору программиста).
- Безопасность типов обеспечивает защита от ошибок, связанных с применением указателей и доступом к памяти. Этот аспект делает Visual Basic приложения более стабильными, но также является объектом критики.
- Возможность использования большинства WinAPI функций[9] для расширения функциональных возможностей приложения. Данный вопрос наиболее полно исследован Дэном Эпплманом, написавшим книгу «Visual Basic Programmer’s Guide to the Win32 API».

### Недостатки
- Поддержка операционных систем только семейства Windows и Mac OS X (Исключение — VB1 for DOS).
- Отсутствие полноценного механизма наследования реализации объектов[10]. Существующее в языке наследование позволяет наследовать только интерфейсы, но не их реализацию.
- Практически все встроенные функции языка реализованы через библиотеку времени исполнения, которая, в свою очередь, производит много «дополнительной» работы по проверке и/или преобразованию типов, что замедляет скорость работы приложений.

Язык сильно привязан к своей среде разработки и к операционной системе Microsoft Windows, являясь исключительно инструментом написания Windows-приложений. Привязка к среде заключается в том, что существует большое количество средств, предназначенных для помощи и удобства программирования: встроенный отладчик, просмотр переменных и структур данных на лету, окно отладки, всплывающие подсказки при наборе текста программы (IntelliSense). Все эти преимущества делают бесполезным и даже невозможным использование Visual Basic вне среды разработки, например в обычном текстовом редакторе

### Критика
- Часто критике подвергаются такие аспекты Visual Basic, как возможность отключить средства слежения за объявленными переменными, возможность неявного преобразования переменных, наличие типа данных «Variant». По мнению критиков, это даёт возможность писать крайне плохой код. С другой стороны, это можно рассматривать как плюс, так как VB не навязывает «хороший стиль», а даёт больше свободы программисту.
- Отсутствие указателей, низкоуровневого доступа к памяти, ASM-вставок, невозможность экспорта функций в нативных библиотеках, отсутствие стандартных средств разработки консольных приложений. Несмотря на то, что парадигма Visual Basic позволяет среднему VB-программисту обходиться без всего этого, перечисленные вещи также нередко становятся объектами критики. И хотя, используя недокументированные возможности и определённые ухищрения, всё это можно реализовать и на VB (например, с помощью функций для получения указателей VarPtr, StrPtr и ObjPtr); пользоваться этими трюками иногда сложнее, чем, например, на C++.

Однако стоит отметить, что все недостатки языка вытекают из его основного достоинства — простоты разработки графического интерфейса. Поэтому многие программисты используют Visual Basic для разработки интерфейса пользователя, а функциональность программы реализуют в виде динамически подключаемых библиотек (DLL), написанных на других языках (например, C++).

## Реализации и диалекты

### Visual Basic for Applications (VBA)
Это среда разработки практически не отличается от классического Visual Basic, которая предназначена для написания макросов и других прикладных программ для конкретных бизнес-приложений. Наибольшую популярность получил благодаря своему использованию в пакете Microsoft Office. Широкое распространение Visual Basic for Applications в сочетании с изначально недостаточным вниманием к вопросам безопасности привело к широкому распространению макровирусов.
Особенности:
- Не позволяет компилировать приложения в исполняемые файлы EXE/DLL
- Для выполнения бизнес-приложений в современной среде требуются корректные настройки безопасности макросов в приложении, которое является хостом для VBA
- Отсутствуют некоторые объекты, такие как: Clipboard, App, Form, Timer, Data. Вместо них предоставляются другие классы, реализованные в объектной модели конкретного приложения.

### Visual Basic Scripting Edition (VBScript)
Скриптовый язык, являющийся несколько усечённой версией обычного Visual Basic. Используется в основном для автоматизации администрирования систем Microsoft Windows, а также для создания страниц ASP и сценариев для Internet Explorer.
Особенности:
- Отсутствуют операторы для работы с файловой системой
- Нет возможности объявить переменную с конкретным типом данных. Все переменные имеют тип Variant
- Возможно использовать только позднее связывание для работы с внешними библиотеками
- Компиляция кода в исполняемые файлы отсутствует
- Исходный код хранится в текстовых файлах с расширением .vbs или .vbe

### eMbedded Visual Basic (eVB)
Данный инструмент используется для разработки программного обеспечения под операционные системы Windows CE и Windows Mobile. Включает в себя интегрированную среду разработки, отладчик и эмулятор для тестирования приложений. eMbedded Visual Basic базируется не на полнофункциональном языке программирования Visual Basic, а на языке описания сценариев Visual Basic Scripting Edition. Приложения компилируются в P-код, а исполняемые файлы имеют расширение VB, которые ассоциированы с хост-приложением.
Особенности:
- Все переменные по умолчанию относятся к виду Variant; строгий контроль типов не поддерживается
- Разработка ActiveX-элементов управления не поддерживается, но возможно использование готовых
- Ряд встроенных элементов управления Visual Basic не поддерживается, некоторые свойства отсутствуют
- Требуется наличие библиотек eMbedded Visual Basic Runtime для запуска приложений

## Рекомендуемая литература
- Maureen Williams Zimmerman. Microsoft Visual Basic 6.0 Reference Library. — Redmond, WA, USA: Microsoft Press, 1998. — 3344 с. — ISBN 1-57231-864-3.
- Microsoft Official Academic Course Staff. Microsoft Visual Basic 6.0: Programmer's Guide. — Redmond, WA, USA: Microsoft Press, 1998. — 976 с. — ISBN 1-57231-863-5.
- Джон Кларк Крейг, Уэбб Джефф. Microsoft Visual Basic 6.0. Мастерская разработчика. — «Русская Редакция», 2001. — 720 с. — ISBN 1-57231-883-X.
- Дан Эпплман. Win32 API и Visual Basic. Для профессионалов = Dan Appleman's Visual Basic Programmer's Guide to the Win32 API. — СПб.: «Питер», 2001. — 1120 с. — ISBN 5-272-00198-2.
- Джеймс Купер. Visual Basic Desing Patterns: VB 6.0 and VB.NET. — Addison Wesley, 2002. — 484 с. — ISBN 0-201-70265-7.
- Сергеев В. Visual Basic 6.0. Руководство для профессионалов. — СПб.: «БХВ-Петербург», 2004. — 974 с. — ISBN 5-8206-0019-3.
- Брайан Сайлер, Джефф Споттс. Использование Visual Basic 6. Классическое издание = Special Edition Using Visual Basic 6. — М.: «Вильямс», 2007. — 832 с. — ISBN 0-7897-1542-2.